# نبرد ساتالا (۲۹۸)
نبرد ساتالا (انگلیسی: Battle of Satala)، نبردی است میان نرسی، شاهنشاه ساسانی با گالریوس، فرمانده امپراتوری روم در ارمنستان بزرگ که در سال ۲۹۸ رخ داد که با پیروزی رومی‌ها همراه بود.
در سال ۲۹۵ یا ۲۹۶، نرسه به روم اعلام جنگ کرد. به نظر می‌رسد که او ابتدا به غرب ارمنستان بزرگ حمله کرد و کل ارمنستان بزرگ را بار دیگر ضمیمه شاهنشاهی ساسانی کرد. قسمت‌های غربی این سرزمین در سال ۲۸۷، طی عهدنامه صلحی که بین بهرام دوم، شاهنشاه ساسانی، و دیوکلسین، امپراتور روم، بسته شده بود، به امپراتوری روم واگذار شد. نارسه پس از آن به جنوب و بین‌النهرین حرکت کرد و در آنجا شکست سختی را به گالریوس، فرمانده نیروهای شرقی روم وارد کرد.
دو سال بعد، احتمالاً در بهار سال ۲۹۸، گالریوس توسط نیروهای جدیدی که از بهترین مناطق امپراتوری روم استخدام شده بودند، تقویت شد. نرسه نیز از ارمنستان و بین‌النهرین پیشروی نکرد و به گالریوس اجازه داد تا در سال ۲۹۸ به شمال بین‌النهرین حمله کند. در ادامه نرسه با ارتش خود به ارمنستان عقب‌نشینی کرد تا از این طریق، گالریوس را به‌دنبال خود بکشاند و مطمئن شود که او به سمت جنوب حرکت نکرده و به تیسفون حمله نمی‌کند. همچنین او قصد داشت با کشاندن گالریوس به ارمنستان ارتباط او را با عقبه‌اش یعنی استان‌های شرقی روم قطع کند. با این حال، این حرکت استراتژیک به ضرر تاکتیکی نرسه تبدیل شد. زیرا زمین ناهموار ارمنستان برای عملیات سواره نظام که ارتش ساسانی در آن تبحر داشت، نامطلوب بود؛ در سوی دیگر این ناهمواری‌ها، برای ارتش روم که قدرت آن در پیاده نظامش بود مشکلی ایجاد نمی‌کرد.
گالریوس در سال ۲۹۸ با نیروهای خود و به همراه تیرداد سوم، پادشاه ارمنستان وارد ارمنستان شد. تیرداد از سال ۲۸۷ بر بخش‌هایی از غرب ارمنستان که طی عهدنامه‌ای بین ایران و روم به امپراتوری روم داده شده بود، حکومت می‌کرد؛ ولی او در سال ۲۹۶ از نرسه شکست خورد. با این وجود مردم محلی ارمنستان که همچنان حامی تیرداد بودند، با ورود او و گالریوس به ارمنستان کمک‌های بسیاری به آنها کردند. این حمایت مردم ارمنستان از نیروهای رومی موجب شگفتی نیروهای رومی شد و همچنین باعث شد که قطع ارتباط نیروهای رومی با عقبه خود جبران شود و گالریوس موفق شود که در دو جنگ پیاپی، بر نرسه پیروز شود و عهدنامه نصیبین را بر او تحمیل کند.
 
به گفته شهبازی گالریوس با حیله و با پرچم صلح به سپاه ایران نزدیک شد و در یک لحظه با استفاده از عنصر غافلگیری به سپاه نرسی یورش برد و باعث وارد آمدن شکست به ارتش ایران شد.